# Ciro Rodriguez

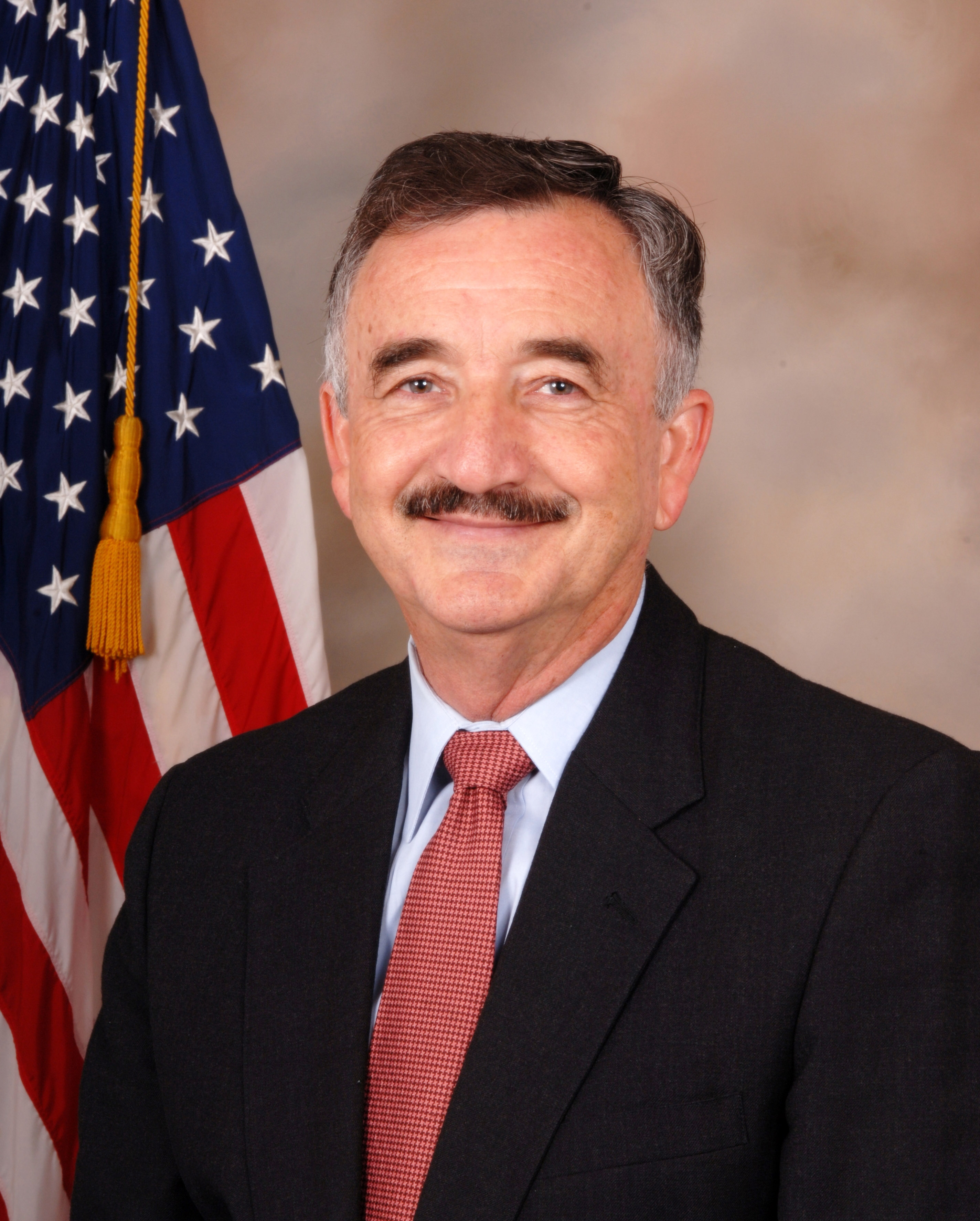
Ciro Rodriguez (2007)

Ciro Davis Rodriguez (* 9. Dezember 1946 in Piedras Negras, Mexiko) ist ein US-amerikanischer Politiker der Demokratischen Partei, der zwischen 1997 und 2005 sowie erneut von 2007 bis 2011 Texas im US-Repräsentantenhaus vertrat.

## Leben

### Studium und berufliche Laufbahn
Rodriguez, Sohn mexikanischer Einwanderer, absolvierte nach dem Besuch der Harlandale High School in San Antonio ein Studium der Politikwissenschaften an der dortigen St. Mary’s University, das er 1973 mit einem Bachelor of Arts (B.A. Political Science) abschloss. Im Anschluss war er von 1975 bis 1987 Mitglied der Aufsichtsbehörde für unabhängige Schulen im Schulbezirk Harlandale (Harlandale Independent School District School Board) und absolvierte daneben ein postgraduales Studium in Sozialarbeit an der Our Lady of the Lake University in San Antonio, das er 1978 mit einem Master (M.S.W.) beendete. Zwischen 1987 und 1996 war er Berater und Sachbearbeiter bei der Worden School of Social Work der Our Lady of the Lake University.

### Politische Laufbahn
Daneben begann Rodriguez 1987 seine politische Laufbahn, als er als Kandidat der Demokratischen Partei zum Abgeordneten im Repräsentantenhaus von Texas gewählt wurde, dem er bis 1997 angehörte.
Nach dem Tod von Frank Tejeda wurde er bei einer Nachwahl (Special Election) als dessen Nachfolger zum Mitglied des US-Repräsentantenhauses gewählt und vertrat in diesem vom 12. April 1997 bis zum 3. Januar 2005 den 28. Wahlbezirk des Bundesstaates Texas. Bei den demokratischen Nominierungen unterlag er 2004 dem bisherigen Secretary of State von Texas, Henry Cuellar, und schied aus dem Kongress aus.
Bei der Wahl zum US-Repräsentantenhaus 2006 wurde er im 23. Distrikt von Texas wieder zum Mitglied in das Repräsentantenhaus gewählt und konnte sich in diesem – zuvor vom Obersten Gericht bezüglich der Grenzziehung als nicht verfassungsgemäß eingestuften – Wahlbezirk gegen den republikanischen Wahlkreisinhaber Henry Bonilla durchsetzen. Bei der Wahl zum US-Repräsentantenhaus am 2. November 2010 unterlag er seinem republikanischen Herausforderer Quico Canseco und schied daraufhin am 3. Januar 2011 abermals aus dem Kongress aus.